# PIN4
PIN4 (англ. Peptidylprolyl cis/trans isomerase, NIMA-interacting 4) – білок, який кодується однойменним геном, розташованим у людей на X-хромосомі. Довжина поліпептидного ланцюга білка становить 131 амінокислот, а молекулярна маса — 13 810.
| 10         |  | 20         |  | 30         |  | 40         |  | 50         |
| ---------- |  | ---------- |  | ---------- |  | ---------- |  | ---------- |
| MPPKGKSGSG |  | KAGKGGAASG |  | SDSADKKAQG |  | PKGGGNAVKV |  | RHILCEKHGK |
| IMEAMEKLKS |  | GMRFNEVAAQ |  | YSEDKARQGG |  | DLGWMTRGSM |  | VGPFQEAAFA |
| LPVSGMDKPV |  | FTDPPVKTKF |  | GYHIIMVEGR |  | K          |  |            |

A: Аланін

C: Цистеїн

D: Аспарагінова кислота

E: Глутамінова кислота

F: Фенілаланін

G: Гліцин

H: Гістидин

I: Ізолейцин

K: Лізин

L: Лейцин

M: Метіонін

N: Аспарагін

P: Пролін

Q: Глутамін

R: Аргінін

S: Серин

T: Треонін

V: Валін

W: Триптофан

Кодований геном білок за функціями належить до ізомераз, ротамаз, фосфопротеїнів. 
Білок має сайт для зв'язування з ДНК. 
Локалізований у цитоплазмі, цитоскелеті, ядрі, мітохондрії.